# Salon international de l'automobile de Genève 2015
Le Salon international de l'automobile de Genève 2015 est un Salon automobile qui s'est tenu du 5 au 15 mars 2015 à Genève. Il s'agit de la 85e édition internationale de ce salon, organisé pour la première fois en 1905.
900 voitures sont présentées par près de 220 exposants, dont plus d'une centaine de premières mondiales et européennes, couvert par 11 300 journalistes accrédités.
Pour la quatrième fois, le trophée européen de la voiture de l'année (Car of the Year) y a été décerné le 2 mars, la veille de l'ouverture aux journées de presse.
Le dimanche 15 mars, la manifestation s'est terminée avec une affluence cumulée sur les 11 jours de 682 000 visiteurs, en hausse de 1,8 % par rapport à l'édition 2014.

## Nouveautés
|                     | Marque                       | Modèle                                          | Photo |
| ------------------- | ---------------------------- | ----------------------------------------------- | ----- |
| Première mondiale   | AC Schnitzer (en)            | (BMW) X6 II                                     |       |
| Première européenne | Alfa Romeo                   | 4C Spider                                       |       |
| Première mondiale   | Alpina                       | B6 Gran Coupé Bi-Turbo                          |       |
| Première mondiale   | Aston Martin                 | Vulcan                                          |       |
| Première mondiale   | Aston Martin                 | DBX Concept                                     |       |
| Première mondiale   | Audi                         | Q7 II e-tron                                    |       |
| Première européenne | Audi                         | Q7 II                                           |       |
| Première mondiale   | Audi                         | R8 II                                           |       |
| Première mondiale   | Audi                         | RS3 Sportback                                   |       |
| Première mondiale   | Audi                         | Prologue Avant                                  |       |
| Première mondiale   | Bentley Motors               | EXP 10 Speed 6 Concept                          |       |
| Première mondiale   | Bentley Motors               | Continental GT II Convertible restylée          |       |
| Première mondiale   | Bentley Motors               | Continental GT II Speed restylée                |       |
| Première mondiale   | Bentley Motors               | Continental GT II V8 S restylée                 |       |
| Première mondiale   | Bentley Motors               | Flying Spur W12 restylée                        |       |
| Première mondiale   | BMW                          | M4 MotoGP Safety Car                            |       |
| Première mondiale   | BMW                          | Série 1 II restylée                             |       |
| Première mondiale   | BMW                          | Série 2 Gran Tourer                             |       |
| Première mondiale   | Brabus                       | 850 (Mercedes Classe E IV)                      |       |
| Première mondiale   | Brabus                       | (Mercedes) Classe V                             |       |
| Première mondiale   | Brabus                       | iBusiness (Mercedes S65)                        |       |
| Première européenne | Cadillac                     | ATS-V                                           |       |
| Première mondiale   | Citroën                      | Berlingo II phase 3                             |       |
| Première mondiale   | Citroën                      | Mountain Vibe Concept                           |       |
| Première mondiale   | Dacia                        | Duster TCe 125 4x4                              |       |
| Première européenne | Dongfeng                     | C37                                             |       |
| Première européenne | Dongfeng                     | Glory                                           |       |
| Première mondiale   | DMC                          | (Lamborghini) Huracán « Stage2 »                |       |
| Première mondiale   | DS                           | 5                                               |       |
| Première mondiale   | Ferrari                      | 488 GTB                                         |       |
| Première mondiale   | Ford                         | Focus III RS                                    |       |
| Première européenne | Ford                         | GT II                                           |       |
| Première mondiale   | GTA Motor (en)               | Spano                                           |       |
| Première mondiale   | Hamann Motorsport            | Widebody assis (Porsche Macan S Diesel)         |       |
| Première mondiale   | Hamann Motorsport            | (Lamborghini) Aventador Roadster                |       |
| Première mondiale   | Honda                        | Civic IX phase 3 Type R                         |       |
| Première européenne | Honda                        | FCV Concept                                     |       |
| Première européenne | Honda                        | HR-V II                                         |       |
| Première européenne | Honda                        | Jazz III                                        |       |
| Première européenne | Honda                        | NSX II                                          |       |
| Première mondiale   | Hyundai                      | Tucson III                                      |       |
| Première mondiale   | Hyundai                      | i20 II Coupé                                    |       |
| Première mondiale   | Hyundai                      | i30 III Turbo                                   |       |
| Première mondiale   | Infiniti                     | QX30 Concept                                    |       |
| Première mondiale   | Italdesign                   | Giugiaro Concept 1                              |       |
| Première mondiale   | Italdesign                   | Giugiaro Concept 2                              |       |
| Première européenne | Jaguar                       | F-Type S Coupé Manual                           |       |
| Première mondiale   | Jaguar                       | XJ VI restylée 3.0 V6 S/C AWD Autobiography LWB |       |
| Première mondiale   | Jaguar                       | XJ VI restylée 3.0 V6D R-Sport SWB              |       |
| Première mondiale   | Kahn Design (en)             | Huntsman 6x6 Concept                            |       |
| Première mondiale   | Kahn Design (en)             | 105 Longnose Concept (Land Rover Defender III)  |       |
| Première mondiale   | Kahn Design (en)             | RS-650 (Range Rover IV)                         |       |
| Première mondiale   | Kia                          | KD-11 Concept                                   |       |
| Première mondiale   | Kia                          | Picanto II restylée                             |       |
| Première mondiale   | Koenigsegg                   | Agera RS                                        |       |
| Première mondiale   | Koenigsegg                   | Regera                                          |       |
| Première mondiale   | Lamborghini                  | Aventador SV                                    |       |
| Première mondiale   | Land Rover                   | Defender III 90 Autobiography SW                |       |
| Première mondiale   | Land Rover                   | Defender III 90 Heritage Edition                |       |
| Première mondiale   | Land Rover                   | Discovery IV phase 3 2.0D HSE                   |       |
| Première mondiale   | Land Rover                   | Discovery Sport Si4 Dynamic HSE                 |       |
| Première mondiale   | Land Rover                   | Range Rover Evoque Si4 HSE 5dr                  |       |
| Première européenne | Lexus                        | GS F                                            |       |
| Première européenne | Lexus                        | LF-C2 Concept                                   |       |
| Première mondiale   | Lexus                        | LF-SA Concept                                   |       |
| Première mondiale   | Lotus                        | Evora 400                                       |       |
| Première mondiale   | Magna MILA                   | Plus                                            |       |
| Première européenne | Mazda                        | CX-3                                            |       |
| Première européenne | Mercedes-AMG                 | CLA 45 4MATIC Shooting Brake                    |       |
| Première européenne | Mercedes-AMG                 | GLE 63 S 4MATIC Coupé                           |       |
| Première européenne | Mercedes-Benz                | C 350 Plug-in Hybrid                            |       |
| Première européenne | Mercedes-Benz                | CLA 200 CDI Shooting Brake                      |       |
| Première européenne | Mercedes-Benz                | CLA 250 4MATIC Shooting Brake                   |       |
| Première européenne | Mercedes-Benz                | GLE 350 d 4MATIC Coupé                          |       |
| Première européenne | Mercedes-Benz                | GLE 450 AMG 4MATIC Coupé                        |       |
| Première mondiale   | Mercedes-Maybach             | S 600 Pullman                                   |       |
| Première européenne | Mercedes-Maybach             | S 600                                           |       |
| Première européenne | Mini                         | Countryman restylée Park Lane                   |       |
| Première européenne | Mitsubishi                   | L200 V Pick Up                                  |       |
| Première mondiale   | Mitsubishi                   | AX Concept                                      |       |
| Première mondiale   | Mitsubishi                   | Concept XR-PHEV II                              |       |
| Première mondiale   | Morgan                       | Aero 8                                          |       |
| Première mondiale   | MTM (en)                     | (Audi) S8 IV Talladega                          |       |
| Première européenne | Nissan                       | e-NV200 Evalia 7 sièges                         |       |
| Première européenne | Nissan                       | GT-R LM Nismo                                   |       |
| Première européenne | Nissan                       | Pulsar 1.6 DIG-T                                |       |
| Première mondiale   | Nissan                       | Sway Concept                                    |       |
| Première mondiale   | Opel                         | Karl                                            |       |
| Première mondiale   | Peugeot                      | Peugeot 208 restylée                            |       |
| Première mondiale   | Peugeot                      | Quartz Concept                                  |       |
| Première européenne | Porsche                      | Cayenne II GTS restylée                         |       |
| Première mondiale   | Porsche                      | Cayman II GT4                                   |       |
| Première mondiale   | NanoFlowcell                 | Quantino                                        |       |
| Première mondiale   | Quattroruote                 | Concept car                                     |       |
| Première mondiale   | Renault                      | Kadjar                                          |       |
| Première mondiale   | Rinspeed                     | Budii                                           |       |
| Première mondiale   | Rolls-Royce                  | Serenity                                        |       |
| Première mondiale   | RUF                          | Turbo Florio                                    |       |
| Première mondiale   | Sbarro                       | Triple                                          |       |
| Première mondiale   | Sbarro                       | Aria                                            |       |
| Première mondiale   | Scuderia Cameron Glickenhaus | SCG003C                                         |       |
| Première mondiale   | Seat                         | 20V20 Concept                                   |       |
| Première mondiale   | Seat                         | Toledo FR-Line 1.4 TSI                          |       |
| Première mondiale   | Škoda                        | Fabia Monte Carlo                               |       |
| Première mondiale   | Škoda                        | Superb Limousine                                |       |
| Première mondiale   | Škoda                        | Octavia RS 230                                  |       |
| Première européenne | SsangYong                    | Tivoli                                          |       |
| Première mondiale   | Startech                     | (Jaguar) F-Type                                 |       |
| Première européenne | Subaru                       | Forester IV AWD 2.0D Lineartronic restylée      |       |
| Première européenne | Subaru                       | Impreza IV AWD 2.0i restylée                    |       |
| Première européenne | Subaru                       | Levorg AWD                                      |       |
| Première mondiale   | Superleggera (en)            | Touring Berlinetta Lusso                        |       |
| Première mondiale   | Suzuki                       | iK-2 Concept                                    |       |
| Première mondiale   | Suzuki                       | iM-4 Concept                                    |       |
| Première européenne | Tata                         | Connectnext Concept                             |       |
| Première mondiale   | Tata                         | Hexa Concept                                    |       |
| Première mondiale   | TechArt                      | (Porsche) Cayenne II Turbo Aero Kit I           |       |
| Première mondiale   | TechArt                      | (Porsche) Panamera Turbo Aero Kit I             |       |
| Première mondiale   | TechArt                      | (Porsche) 911 VII Carrera GTS Aero Kit          |       |
| Première mondiale   | TechArt                      | (Porsche) 911 VII 911 Turbo S Cabriolet         |       |
| Première mondiale   | TechArt                      | (Porsche) Macan Turbo                           |       |
| Première mondiale   | TechArt                      | (Porsche) Panamera Turbo S Executive            |       |
| Première européenne | Tesla                        | Model S 85D                                     |       |
| Première européenne | Tesla                        | Model S P85D                                    |       |
| Première européenne | Toyota                       | Mirai                                           |       |
| Première mondiale   | Toyota                       | Avensis III phase 3                             |       |
| Première mondiale   | Volkswagen                   | Caddy IV                                        |       |
| Première européenne | Volkswagen                   | Golf VII R Variant restylée                     |       |
| Première mondiale   | Volkswagen                   | Golf VII TSI BlueMotion restylée                |       |
| Première européenne | Volkswagen                   | Golf VII Variant HyMotion restylée              |       |
| Première mondiale   | Volkswagen                   | Passat VIII Alltrack                            |       |
| Première mondiale   | Volkswagen                   | Polo V TSI BlueMotion restylée                  |       |
| Première mondiale   | Volkswagen                   | Sharan II restylée                              |       |
| Première mondiale   | Volkswagen                   | Sport Coupé GTE Concept                         |       |
| Première mondiale   | Volkswagen                   | Touran III R-Line                               |       |
| Première mondiale   | Volkswagen                   | Touran III                                      |       |